# Massif d'Ordunte
Le massif d'Ordunte est un ensemble montagneux situé en Biscaye, dans l'enclave de Valle de Villaverde et la province de Burgos, à l'extrémité orientale de la cordillère Cantabrique.
Situé entre Valle de Mena (Burgos) et Karrantza (Biscaye) le massif est formés par 13 montagnes, dont la plus élevée est Zalama, et la plus connue le Kolitza car il s'agissait d'une montagne « sonnante », c'est-à-dire que depuis celle-ci et de quatre autres montagnes, on convoquait les assemblées générales (fors) de Biscaye.

## Sommets
- Zamala, 1 343 m 43° 08′ 02″ nord, 3° 24′ 57″ ouest (entre la Biscaye et Burgos)
- La Mana, 1 203 m 43° 08′ 23″ nord, 3° 23′ 40″ ouest (entre la Biscaye et Burgos)
- Peñarada, 1 125 m 43° 09′ 04″ nord, 3° 22′ 14″ ouest (entre la Biscaye et Burgos)
- Baljerri, 1 106 m 43° 09′ 56″ nord, 3° 20′ 01″ ouest (entre la Biscaye et Burgos)
- El Mirón, 1 093 m 43° 08′ 34″ nord, 3° 22′ 59″ ouest (entre la Biscaye et Burgos)
- Burgüeno, 1 044 m 43° 11′ 25″ nord, 3° 16′ 38″ ouest (entre la Biscaye et Burgos)
- Ilso de las Estacas, 1 037 m 43° 10′ 15″ nord, 3° 19′ 11″ ouest (entre la Biscaye et Burgos)
- Maza de Pando, 1 011 m 43° 10′ 37″ nord, 3° 18′ 20″ ouest (entre la Biscaye et Burgos)
- Terreros, 909 m 43° 11′ 42″ nord, 3° 15′ 17″ ouest (entre la Biscaye et Burgos)
- Kolitza, 883 m 43° 12′ 03″ nord, 3° 15′ 02″ ouest (Biscaye)
- Castañalera, 754 m 43° 10′ 56″ nord, 3° 20′ 07″ ouest (Biscaye)
- Ribacoba, 746 m 43° 11′ 51″ nord, 3° 17′ 11″ ouest (entre la Biscaye et Valle de Villaverde)
- Garbea, 718 m 43° 12′ 56″ nord, 3° 11′ 39″ ouest (Biscaye)
- Pelayos, 716 m 43° 13′ 05″ nord, 3° 11′ 55″ ouest (Biscaye)
- Cornezuelo, 713 m 43° 11′ 17″ nord, 3° 20′ 33″ ouest (Biscaye)
- Peña de la Cueva, 688 m 43° 12′ 39″ nord, 3° 14′ 50″ ouest (Biscaye)
- Haitza, 686 m 43° 10′ 28″ nord, 3° 21′ 05″ ouest (Biscaye)
- Pico del Mojón, 673 m 43° 13′ 06″ nord, 3° 12′ 30″ ouest (Biscaye)
- Gueci, 657 m 43° 11′ 26″ nord, 3° 13′ 39″ ouest (Biscaye)
- Sabugal, 654 m 43° 11′ 19″ nord, 3° 13′ 27″ ouest (Biscaye)
- Untzilla, 643 m 43° 13′ 22″ nord, 3° 14′ 29″ ouest (Biscaye)
- Hormaza, 638 m 43° 13′ 08″ nord, 3° 17′ 34″ ouest (entre la Biscaye et Valle de Villaverde)
- Los Tueros, 637 m 43° 11′ 37″ nord, 3° 13′ 52″ ouest (Biscaye)
- Ginea, 603 m 43° 12′ 34″ nord, 3° 13′ 45″ ouest (Biscaye)
- Loa Cabezas, 577 m 43° 13′ 40″ nord, 3° 14′ 26″ ouest (Biscaye)
- Jornillo, 554 m 43° 13′ 40″ nord, 3° 17′ 46″ ouest(entre la Biscaye et Valle de Villaverde)
- San Miguel, 526 m 43° 13′ 55″ nord, 3° 14′ 15″ ouest (Biscaye)
- Saldecastro, 496 m 43° 13′ 05″ nord, 3° 15′ 53″ ouest (Biscaye)